# Міжнародний комерційний арбітраж
Міжнародний комерційний арбітраж — арбітраж (третейський суд) між юридичними особами та/чи фізичними особами - комерсантами з різних держав, що зазвичай виникає на підставі арбітражного застереження, включеного в комерційний контракт. Такий арбітраж утворюється  спеціально для розгляду окремої справи (ad hoc) або здійснюється постійно діючою арбітражною установою (arbitral institution), зокрема, Міжнародним комерційним арбітражним судом або Морською арбітражною комісією при Торгово-промисловій палаті України.
Переважною системою правил міжнародного комерційного арбітражу є Арбітражний регламент ЮНСІТРАЛ 1976 року, а також Конвенція Організації Об'єднаних Націй про визнання та виконання іноземних арбітражних рішень 1958 року ("Нью-Йоркська конвенція").  
Міжнародним комерційним арбітражем не вважається діяльність Міжнародного центру з урегулювання інвестиційних спорів (МЦУІС), створеного як інституції Групи Світового банку для примирення й урегулювання спорів між урядами й іноземними інвесторами.

## Особливості
Міжнародний арбітраж дозволяє сторонам уникнути місцевих державних судових процедур за виключенням приведення до виконання та оспорювання рішень арбітражу.
Цей процес може бути більш обмеженим, ніж типова судова справа, і є гібридом між загальним правом та цивільними правовими системами.

## Проарбітражна політика України
Зміни, впроваджені до Господарського процесуального кодексу України (ГПК) та Цивільного процесуального кодексу України (ЦПК) у 2018 році, сприяють проарбітражній політиці держави.
Нові редакції ГПК та ЦПК:
- Деталізують та встановлюють чіткі правила реалізації права на звернення до арбітражу та третейського суду
- Запроваджують прогресивні норми щодо тлумачення угоди про передачу справи в арбітраж / третейський суд
- Розмежовують терміни «арбітраж» та «третейський суд» та встановлюють нові правила арбітрабільності спорів

Впровадження у новому ЦПК ефективних механізмів виконання судами функцій сприяння міжнародному комерційному арбітражу є основним інструментом проарбітражної політики держави. Сьогодні сторона арбітражного розгляду може звернутися до апеляційного суду за заходами забезпечення позову, на прохання міжнародного комерційного арбітражу чи сторони арбітражного розгляду суд може витребувати чи оглянути докази, здійснити допит свідка тощо. Такі заяви державний суд розглядає у дуже стислі строки, що є привабливим для сторін. Разом з тим, дієвість нового українського процесуального законодавства буде залежати від того, як його на практиці будуть застосовувати державні суди.

## Арбітражні організації
Кілька великих міжнародних інституцій та правил, які приймають рішення, встановлюють правила та призначають арбітрів. Найбільш важливими є:
| Інституція                                                                     | Скорочена назва англійською | Знаходження | Управляється                                                                          | Утворено |
| ------------------------------------------------------------------------------ | --------------------------- | ----------- | ------------------------------------------------------------------------------------- | -------- |
| Міжнародний суд арбітражу                                                      | ICC                         | Париж,      | Міжнародна торгова палата                                                             | 1923     |
| Корейська комерційна арбітражна рада                                           | KCAB                        | Сеул,       |                                                                                       | 1966     |
| Лондонський суд міжнародного арбітражу                                         | LCIA                        | Лондон,     |                                                                                       | 1892     |
| Лондонська морська арбітражна асоціація                                        | LMAA                        | Лондон,     |                                                                                       | 1996     |
| Американська Арбітражна Асоціація (Міжнародний центр вирішення спорів)         | AAA (ICDR)                  | Нью Йорк,   |                                                                                       | 1926     |
| Швейцарська арбітражна палата                                                  | SCAI                        | Женева,     | Торгово-промислові палати Базеля, Берна, Женеви, Лозанни, Лугано, Невшатель та Цюріха | 2004     |
| Віденський міжнародний арбітражний центр                                       | VIAC                        | Відень,     | Федеральна господарська палата Австрії                                                | 1975     |
| Арбітражний інститут Торгової палати Стокгольма                                | SCC                         | Стокгольм,  | Торгова палата Стокгольма                                                             | 1917     |
| Сінгапурський міжнародний арбітражний центр                                    | SIAC                        | Сінгапур,   |                                                                                       | 1991     |
| Міжнародний арбітражний центр Індії                                            | IDAC India                  | Вадора,     |                                                                                       | 2016     |
| Центр міжнародного арбітражу Мумбаї                                            | MCIA                        | Мумбаї,     |                                                                                       | 2016     |
| Міжнародний комерційний арбітражний суд при Торгово-промисловій палаті України | ICAC                        | Київ,       |                                                                                       | 1992     |
| Морська арбітражна комісія при Торгово-промисловій палаті України              | UMAC                        | Київ,       |                                                                                       | 1994     |
| Міжнародний арбітражний центр Гонконгу                                         | HKIAC                       | ,           |                                                                                       | 1985     |
| Китайський міжнародний торговельно-економічний арбітражний центр               | CIETAC                      | КНР         | Китайська палата міжнародної торгівлі                                                 | 1956     |

Важливою арбітражною інституцією в Північній Америці є також Корпорація судового арбітражу та посередницьких послуг JAMS JAMS International [Архівовано 21 квітня 2018 у Wayback Machine.].